# Gregory Youtz
Gregory Youtz (Beiroet, Libanon, 1956) is een hedendaags Amerikaans componist, muziekpedagoog en musicoloog van Libanese herkomst.

## Levensloop
Youtz studeerde aan de University of Washington in Seattle en behaalde zijn Bachelor of Music in 1980. Later studeerde hij aan de University of Michigan in Ann Arbor en behaalde in 1987 de Doctor of Musical Arts in compositie. Zijn leraren waren onder andere Leslie Bassett, William Bergsma, William Bolcom en William Albright.
Hij werd onderscheiden met de Charles Ives Award in 1984 van de American Academy and Institute of Arts and Letters en zijn Scherzo for a Bitter Moon voor harmonieorkest won in 1984 de National Bandmasters Association contest. Zijn koraal If We Sell You Our Land was de herkenningsmelodie van een programma in de National Public Radio in 1987. 
Tegenwoordig is hij professor aan de Pacific Lutheran University waar hij compositie, muziektheorie, muziekgeschiedenis en etnomusicologie leert.

## Composities

### Werken voor orkest
- 1982 Minor Heresies, voor orkest
- 1987 The Window Between, symfonie in vier delen voor mezzosopraan en orkest
- 1992 Brushworks, vier stukken voor orkest gebaseerd op Chinese kalligrafische gestiek
- 1995 The Construction of the House, ouverture voor orkest
- 1996 Elephants!, korte fantasie voor orkest
- 1998 River Moon, symfonisch gedicht
- 2000 Prelude and Entr'acte
- 2000 Trains of Thought, fantasie voor orkest
- 2002 Elegy and Celebration, voor strijkorkest

### Werken voor harmonieorkest
- 1981 Scherzo for a Bitter Moon
- 1987 FireWorks, voor harmonieorkest (won de ABA Ostwald Award)
- 1991 Village Dances, vijf korte dansen vanuit verschillende delen van de wereld
- 1993 Four Chords, fanfare voor harmonieorkest
- 1995 In the Vernacular, suite in vijf delen
- 1998 Three Dragons, drie symfonische gedichten voor harmonieorkest
  1. The Dragon of the River
  2. The Dragon of the Lake
  3. The Dragon of the Eastern Sea
- 2000 Trains of Thought, fantasie voor harmonieorkest
- 2005 Haboo, voor harmonieorkest

### Muziektheater
- 1990 Songs from the Cedar House, opera, 4 aktes

### Vocale en koormuziek
- 1984 A Christmas Hymn, voor sopraan solo, gemengd koor en kamerorkest
- 1985 Officium Pastorum, een neobarokke cantate voor vier solisten (sopraan, alt, tenor en bas), gemengd koor en koperkwintet, gebaseerd op Vom Himmel hoch
- 1986 If We Sell You Our Land, voor gemengd koor, fluiten en slagwerk
- 1987 Three Songs on Poems by David Seal, voor sopraan en piano
- 1988 The Godmaking of the Skies and the Earth, koraal
- 1993 Three Sacred Songs, voor gemengd koor
- 1993 Big Dancer, voor sopraan en spreker met teksten van Afrikaanse sjamanen
- 1994 The Courtesan: Six Songs on Poems of Yu Hsuan-chi, voor sopraan en slagwerk - tekst: van en Chinese dichteres vanuit de 9e eeuw
- 2000 The Singer of Wind and Rain, vijf Palestijnse liederen voor gemengd koor
- 2001 Bringing In The Tides, zeven liederen voor sopraan en piano
- 2002 To Bethlehem, voor gemengd koor
- 2003 Fragments, drie liederen voor sopraan en piano

### Kamermuziek
- 1983 Seven Strange Little Pieces, voor altsaxofoon en piano
- 1984 Sonata, voor fluit, hobo, fagot en klavecimbel
- 1989 Lips: a short introdution to the brass, voor koperkwintet
- 1994 Sonata, voor hoorn en piano
- 1996 A Far Tower: fragments from the life of Yu Hsuan-chi, suite voor fluit, klarinet, viool, cello en slagwerk 
  1. Cycle I
  2. Lute I
  3. Cycle II
  4. River
  5. Zither/Temple Bells
  6. Cycle III
  7. Lute II
  8. Cycle IV
- 2002 Sound Tracks, suite voor blaaskwintet
- 2004 Lone Wolf, voor basklarinet solo

### Werken voor orgel
- 1987 Amazing Grace, drie delen voor orgel

### Werken voor slagwerk
- 1992 Pas de Deux, voor slagwerk duo